# Kingersheim
Kingersheim é uma comuna francesa na região administrativa de Grande Leste, no departamento Alto Reno. Estende-se por uma área de 6,69 km². Em 2010 a comuna tinha 13 416 habitantes (densidade: 2 005,4 hab./km²).683 hab/km².